# Рой Барт
Рой Барт (англ. Roy Barth; нар. 30 березня 1947) — колишній американський тенісист.
Здобув 1 парний титул.
Найвищим досягненням на турнірах Великого шолома було 4 коло в одиночному розряді.
Завершив кар'єру 1975 року.

## Фінали Гран-прі за кар'єру

### Парний розряд: 2 (1–1)
| Результат | W-L | Дата     | Турнір                          | Покриття | Партнер               | Суперники                | Рахунок            |
| --------- | --- | -------- | ------------------------------- | -------- | --------------------- | ------------------------ | ------------------ |
| Поразка   | 0–1 | Жов 1970 | Берклі, Сполучені Штати Америки | Тверде   | Том Гормен (тенісист) | Боб Лутц Стен Сміт       | 2–6, 5–7, 6–4, 2–6 |
| Перемога  | 1–1 | Сер 1974 | Меріон, Сполучені Штати Америки | Трава    | Хумфрі Хос            | Майк Машетт Фред Макнеер | 7–6, 6–2           |